# Jacqueline Beytout
Pour les articles homonymes, voir Beytout.
 (mai 2016).
Jacqueline Beytout, née Jacqueline Egger à Marseille le 20 février 1918 et morte à Paris le 19 août 2006, est une femme d'affaires française.

## Biographie
Née Jacqueline Egger, fille d'un Alsacien, donc allemand à l'époque, et d'une attachée d'ambassade en Turquie, elle a la double nationalité, française et suisse. Elle se marie une première fois avec un officier de marine, Henri Gueydon de Dives, puis épouse en secondes noces un riche marchand d'arachides danois, Viggo Qvistgaard-Petersen, à Dakar. Héritière dix-sept mois plus tard d'une immense fortune, elle prend, au chevet de son mari mourant d'un cancer, l'engagement d'employer ce capital pour la recherche médicale et l'Afrique. En 1951, elle fait un don afin de construire à l'hôpital Lariboisière un centre de rhumatologie : le centre Viggo Petersen. Au cours de ses activités humanitaires, elle rencontre le directeur des laboratoires Roussel, Pierre Beytout, qui devient son troisième mari. Elle profite d'un désaccord au sein des deux branches de la famille Servan-Schreiber pour entrer dans le capital des Échos le 21 octobre 1963.
Directrice de la publication de 1966 à 1989, elle fait du journal le plus important quotidien économique français, bâtissant la réputation de sérieux et d'indépendance du journal des contingences du capitalisme français. En 1988, à l'âge de 70 ans, elle cède le contrôle actionnarial du journal pour un montant de 885 millions de francs au groupe d'édition britannique Pearson pour éviter qu'à sa mort, il ne soit repris par un des grands groupes français qui avaient manifesté leur intérêt pour l'entreprise de presse : Michelin, Havas ou Hachette Filipacchi Médias. Le gouvernement Balladur tente d'imposer une solution nationale mais la Commission de Bruxelles entérine la reprise par le groupe britannique. À l'occasion de ce conflit, la rédaction du journal — qui soutient la position de Jacqueline Beytout contre le gouvernement français — déclenche le premier mouvement de grève de l'histoire du quotidien. Le 22 janvier 1989, Jacqueline Beytout quitte ses fonctions en désaccord avec le nouvel actionnaire,.
Les conditions de vente garantissent la continuité de la ligne éditoriale qui reste à l'abri de l'influence des luttes d'intérêts propres au capitalisme français. Nicolas Beytout, petit-fils de Pierre Beytout et héritier de la famille, reste ainsi à la tête du journal jusqu'à ce qu'il quitte ses fonctions en 2004 pour devenir directeur de la rédaction du Figaro.
En 1993, en publiant un livre en collaboration avec Jean-Paul Pigasse, elle s’insurge contre le poids de l'État dans l’économie en rédigeant : « La France est le seul pays démocratique où les citoyens sont au service de l'État, alors que partout ailleurs, l'État est au service des citoyens ». Après la cession à Pearson, Jacqueline Beytout poursuit par ailleurs ses activités, créant la maison d’édition Tsuru puis le magazine économique Entreprendre en Méditerranée.
Elle crée la fondation Jacqueline-Beytout en 2000 (recherche médicale et lutte contre le sida),. À partir de 2001, elle est vice-président de l'Organisation panafricaine de lutte contre le sida (Opals).

## Décorations
- Grand officier de la Légion d'honneur[13] ;
- Grand-croix de l'ordre national du Mérite.
  - Nommée grand officier le 11 février 1986[14]

## Publications
- Jacqueline Beytout, Le coq gaulois ne chante plus, il est en RTT, Paris, L'Archipel, 2003, 161 p. (ISBN 978-2-84187-544-3).
- Jacqueline Beytout et Jean-Paul Pigasse, Mille milliards de milliards ou La fortune collective des Français, Paris, Tsuru éditions, 1993, 391 p., 22 cm (ISBN 2-8787-3015-1 et 978-2-8787-3015-9, OCLC 463784112, BNF 35693762, SUDOC 003266184, présentation en ligne).